# تشارلز أ. ميرفي
تشارلز أ. ميرفي هو سياسي أمريكي، ولد في 11 أغسطس 1965 في بورلينغتون في الولايات المتحدة. انتخب عضو مجلس نواب ماساتشوستس ‏.